# واحد مشترک ارتباطات
واحد مشترک ارتباطات (انگلیسی: Joint Communications Unit) واحدی از فرماندهی مشترک عملیات ویژه است که به استانداردسازی و تضمین قابلیت همکاری رویه‌های ارتباطی و تجهیزات آن فرماندهی و واحدهای زیرمجموعه آن می‌پردازد. این واحد پس از شکست عملیات پنجه عقاب در سال ۱۹۸۰ در فورت برگ فعال شد. JCU لقب بهترین متخصصین ارتباطی وزارت دفاع را به دست آورده‌است.
این واحد به توانایی خود برای انجام عملیات‌ها و تمرینات در انواع سکوهای موجود که شامل کشتی‌ها، هواپیماها، وسایل نقلیه و شرایط میدانی می‌شود می‌بالد. این واحد دارای موقعیت‌های شغلی برای اعضای فعال نیروی زمینی، نیروی هوایی، نیروی دریایی، سپاه تفنگداران دریایی و پرسنل غیرنظامی وزارت دفاع در زمینه‌های ارتباطات، اتوماسیون، نگهداری الکترونیک و تخصص‌های لجستیکی است. این واحد یک واحد «هوابرد» است، با این حال حضور در مدرسه هوابرد ارتش آمریکا داوطلبانه می‌باشد. به دلیل وضعیت استقرار واحدها، پرسنل واحد طیف وسیعی از آموزش را دریافت می‌کنند، از جمله: سیستم‌های ماهواره‌ای بسامد فرابالا و بسامد ابربالا، شبکه محلی، سرورها، توزیع ویدیویی، نصب سیستم فیبر، صدا روی پروتکل اینترنت و سناریوهای ارتباطی تاکتیکی پیشرفته در زمینه‌های مختلف هوایی، زمینی و دریایی.